# Veronika Kratochwil
Veronika Kratochwil (* 9. September 1988 in Baden) ist eine österreichische Wasserspringerin und Radiomoderatorin sowie Redakteurin. Sie startet für den Verein Schwimm-Union Wien in der Disziplin Kunstspringen vom 1-m- und 3-m-Brett.
Sie nahm an den Olympischen Spielen 2008 in Peking teil. Im 3-m-Kunstspringen wurde sie 27. und schied im Vorkampf aus.
Kratochwil hat bislang bei zwei Schwimmweltmeisterschaften teilgenommen. 2005 wurde sie in Montreal 20. vom 1-m-Brett und 14. vom 3-m-Brett. 2009 erreichte sie in Rom vom 1-m-Brett Rang elf. Bei Schwimmeuropameisterschaften ist ihre beste Platzierung ein neunter Platz 2006 in Budapest.
Kratochwil kam mit acht Jahren zum Wasserspringen. Sie ist Sportsoldatin beim Heeressport Südstadt. 2009 begann sie zudem ein Studium.
Seit Dezember 2015 arbeitet Kratochwil für Hitradio Ö3 als Redakteurin sowie seit April 2020 auch als Moderatorin der Ö3-Hitnacht.